# Champ de bataille national de Tupelo
Le champ de bataille national de Tupelo – ou Tupelo National Battlefield en anglais – est une aire protégée américaine située dans le comté de Lee, dans le Mississippi. Établi le 21 février 1929, ce champ de bataille national protège le site de la bataille de Tupelo, pendant la guerre de Sécession. Inscrit au Registre national des lieux historiques depuis le 15 octobre 1966, il est géré par le National Park Service.